# Gallina del Sobrarbe

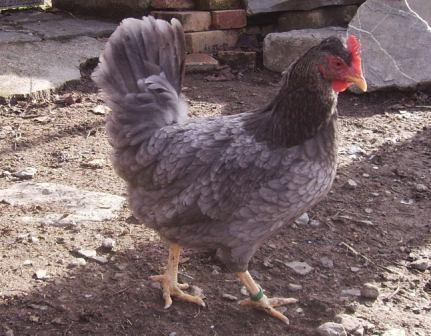
Ejemplar de gallina del Sobrarbe.

La gallina del Sobrarbe, conocida también como gallina del País, es una raza autóctona de Aragón descrita en el año 1995 en la comarca de Sobrarbe.
Es una gallina de tipo mediterráneo, campera y de raza antigua adaptada a una dieta poco equilibrada, así como a un medio frío y húmedo.

## Origen
La raza no fue descrita oficialmente hasta el año 1995 con la identificación de aves con origen en Torrelisa y Oncíns en El Pueyo de Araguás y en La Mula.

## Características
Tiene un tamaño medio y su peso oscila entre 2.5 y 3 kg en machos y entre 1.7 y 2 kg en hembras. Se utiliza por su producción de huevos, de alrededor de 170 al año. Los huevos son de color crema, con un peso de unos 55 gramos.
Se la reconoce por el copete de plumas que presenta detrás de la cresta.

## Historia
Según fotografías antiguas de varias fuentes, se cree que habitaba por todo el Pirineo de Huesca y sus estribaciones. Desde su descubrimiento hasta hoy, se ha llevado a cabo su recuperación habiendo lugares de cría en las comarcas oscenses del Pirineo, provincia de Zaragoza, Somontano, Monegros, Hoya de Huesca, Castellón, Cataluña, País Vasco y Navarra. Aun así, se encuentra incluida en el Catálogo Oficial de Razas de Ganado en el Grupo de Razas Autóctonas en Peligro de Extinción.